# FC Groningen
FC Groningen (wym. [ˈɛf ˈseː ˈɣroːnɪŋə(n)]) – holenderski klub piłkarski z siedzibą w Groningen.

## Historia
Został założony 16 czerwca 1971 na bazie klubu GVAV (założonego w 1921). Sukcesy klubu w latach 80. związane są z osobami braci Ronalda i Erwina Koemanów, którzy wraz z napastnikiem Janem van Dijkiem stworzyli z Groningen jeden z czołowych zespołów Eredivisie, w 1982 kwalifikując się do europejskich pucharów po raz pierwszy w historii. Najwyższe miejsce w lidze klub zajął w sezonie 1990/1991, kiedy to znalazł się na 3. miejscu. W sezonie 2008/2009 uplasował się na 6. pozycji.

## Sukcesy
- Puchar Holandii (1x): 2014/2015
- Eerste divisie (2x): 1959/1960, 1979/1980

## Obecny skład
Stan na 7 września 2021
| Nr | Poz. | Piłkarz              |
| -- | ---- | -------------------- |
| 1  | BR   | Peter Leeuwenburgh   |
| 2  | OB   | Damil Dankerlui      |
| 3  | OB   | Bart van Hintum      |
| 4  | OB   | Wessel Dammers       |
| 5  | OB   | Mike te Wierik       |
| 6  | PO   | Laros Duarte         |
| 7  | PO   | Tomáš Suslov         |
| 8  | NA   | Michael de Leeuw     |
| 9  | NA   | Jørgen Strand Larsen |
| 10 | PO   | Daleho Irandust      |
| 11 | NA   | Mohamed El Hankouri  |
| 12 | OB   | Radinio Balker       |

| Nr | Poz. | Piłkarz                                          |
| -- | ---- | ------------------------------------------------ |
| 14 | NA   | Patrick Joosten                                  |
| 15 | OB   | Yahya Kalley                                     |
| 16 | BR   | Jan Hoekstra                                     |
| 17 | NA   | Sebastian Tounekti (wypożyczony z FK Bodø/Glimt) |
| 19 | NA   | Paulos Abraham                                   |
| 20 | OB   | Marin Šverko                                     |
| 21 | OB   | Neraysho Kasanwirjo                              |
| 25 | BR   | Jan de Boer                                      |
| 26 | PO   | Daniël van Kaam                                  |
| 27 | NA   | Cyril Ngonge                                     |
| 29 | NA   | Romano Postema                                   |
| 40 | OB   | Bjorn Meijer                                     |

### Piłkarze na wypożyczeniu
| Nr | Poz. | Piłkarz                                                        |
| -- | ---- | -------------------------------------------------------------- |
|    | PO   | Ramon Pascal Lundqvist (w Panathinaikos AO do 30 czerwca 2022) |
|    | PO   | Sam Schreck (w FC Erzgebirge Aue do 30 czerwca 2022)           |

| Nr | Poz. | Piłkarz                                       |
| -- | ---- | --------------------------------------------- |
|    | OB   | Joël van Kaam (w FC Emmen do 30 czerwca 2022) |
|    | NA   | Kian Slor (w FC Emmen do 30 czerwca 2022)     |

## Europejskie puchary
Legenda do wszystkich tabel:
- Q – runda eliminacyjna, 1/16, 1/8, 1/4, 1/2 – odpowiednia faza rozgrywek, Grupa – runda grupowa, 1r gr – pierwsza runda grupowa, 2r gr – druga runda grupowa, F – finał, R – runda, PO – play-off
- k. – rzuty karne, los. – losowanie, Dogr. – dogrywka, w. – zasada bramek strzelonych na wyjeździe

| Sezon   | Rozgrywki                 | Runda    | Klub                  | Dom | Wyjazd | Ogólnie     |
| ------- | ------------------------- | -------- | --------------------- | --- | ------ | ----------- |
| 1983/84 | Puchar UEFA               | 1R       | Atlético Madryt       | 3–0 | 1–2    | 4–2         |
| 1983/84 | Puchar UEFA               | 2R       | Inter Mediolan        | 2–0 | 1–5    | 3–5         |
| 1986/87 | Puchar UEFA               | 1R       | Galway United         | 5–1 | 3–1    | 8–2         |
| 1986/87 | Puchar UEFA               | 2R       | Neuchâtel Xamax       | 0–0 | 1–1    | 1–1, w.     |
| 1986/87 | Puchar UEFA               | 1/8      | Vitória SC            | 1–0 | 0–3    | 1–3         |
| 1988/89 | Puchar UEFA               | 1R       | Atlético Madryt       | 1–0 | 1–2    | 2–2, w.     |
| 1988/89 | Puchar UEFA               | 2R       | Servette FC           | 2–0 | 1–1    | 3–1         |
| 1988/89 | Puchar UEFA               | 1/8      | VfB Stuttgart         | 1–3 | 0–2    | 1–5         |
| 1989/90 | Puchar Zdobywców Pucharów | 1R       | Ikast                 | 1–0 | 2–1    | 3–1         |
| 1989/90 | Puchar Zdobywców Pucharów | 1/8      | Partizan              | 4–3 | 1–3    | 5–6         |
| 1991/92 | Puchar UEFA               | 1R       | Rot-Weiß Erfurt       | 0–1 | 0–1    | 0–2         |
| 1992/93 | Puchar UEFA               | 1R       | Vác FC                | 1–1 | 0–1    | 1–2         |
| 1995    | Puchar Intertoto          | Grupa 9  | Boby Brno             |     | 2–1    | 2. miejsce  |
| 1995    | Puchar Intertoto          | Grupa 9  | Etyr Wielkie Tyrnowo  | 3–0 |        | 2. miejsce  |
| 1995    | Puchar Intertoto          | Grupa 9  | Beveren               |     | 2–2    | 2. miejsce  |
| 1995    | Puchar Intertoto          | Grupa 9  | Ceahlăul Piatra Neamț | 0–0 |        | 2. miejsce  |
| 1996    | Puchar Intertoto          | Grupa 10 | Gaziantepspor         | 1–1 |        | 3. miejsce  |
| 1996    | Puchar Intertoto          | Grupa 10 | Narva Trans           |     | 4–1    | 3. miejsce  |
| 1996    | Puchar Intertoto          | Grupa 10 | Vasas                 | 1–1 |        | 3. miejsce  |
| 1996    | Puchar Intertoto          | Grupa 10 | Lierse                |     | 1–2    | 3. miejsce  |
| 1997    | Puchar Intertoto          | Grupa 10 | FK Čukarički          | 1–0 |        | 2. miejsce  |
| 1997    | Puchar Intertoto          | Grupa 10 | Spartak Warna         |     | 2–0    | 2. miejsce  |
| 1997    | Puchar Intertoto          | Grupa 10 | Gloria Bystrzyca      | 4–1 |        | 2. miejsce  |
| 1997    | Puchar Intertoto          | Grupa 10 | Montpellier HSC       |     | 0–3    | 2. miejsce  |
| 2006/07 | Puchar UEFA               | 1R       | Partizan              | 1–0 | 2–4    | 3–4         |
| 2007/08 | Puchar UEFA               | 1R       | ACF Fiorentina        | 1–1 | 1–1    | 2–2, k: 3–4 |
| 2014/15 | Liga Europy               | 2Q       | Aberdeen              | 1–2 | 0–0    | 1–2         |
| 2015/16 | Liga Europy               | Grupa F  | SC Braga              | 0–0 | 0–1    | 4. miejsce  |
| 2015/16 | Liga Europy               | Grupa F  | Slovan Liberec        | 0–1 | 1–1    | 4. miejsce  |
| 2015/16 | Liga Europy               | Grupa F  | Olympique Marsylia    | 0–3 | 1–2    | 4. miejsce  |